# Oberliga 1959-1960
L'edizione 1959-60 della Oberliga vide la vittoria finale dell'Amburgo.

## Turno di qualificazione
| Arbitro: | Dusch |

|             |           |  |
| Luttrop 42’ | Marcatori |  |

## Girone 1
|    | Classifica           | G | V | N | P | GF | GS | Pt |
| -- | -------------------- | - | - | - | - | -- | -- | -- |
| 1. | Amburgo              | 6 | 4 | 1 | 1 | 22 | 11 | 9  |
| 2. | Karlsruher           | 6 | 2 | 3 | 1 | 18 | 18 | 7  |
| 3. | Borussia Neunkirchen | 6 | 2 | 1 | 3 | 9  | 17 | 5  |
| 4. | Westfalia Herne      | 6 | 1 | 1 | 4 | 13 | 16 | 3  |

| Arbitro: | Baumgärtel |

|  |           |                                          |
|  | Marcatori | 18’ (aut.) Schreier 32’, 75’, 82’ Seeler |

| Arbitro: | Fritz |

|                                                                      |           |                                         |
| Losch 26’ (aut.) Späth 38’, 48’ Ruppenstein 43’ Tilkowski 76’ (aut.) | Marcatori | 18’ Clement 39’ Sopart 61’, 71’ Luttrop |

| Arbitro: | Thier |

|                             |           |                               |
| Seeler 39’, 74’ Neisner 56’ | Marcatori | 33’, 46’ Beck 38’ Wischnowsky |

| Arbitro: | Kandlbinder |

|                  |           |            |
| Luttrop 58’, 84’ | Marcatori | 86’ Meurer |

| Arbitro: | Schmidt |

|                          |           |                                             |
| Schmitt 9’ Szymaniak 82’ | Marcatori | 17’, 72’, 87’ Dörrenbächer 18’ (rig.) Emser |

| Arbitro: | Sparing |

|                                           |           |                                    |
| Luttrop 14’ Overdiek 15’ (rig.) Hüser 52’ | Marcatori | 3’ Dörfel 19’ Dehn 30’, 74’ Seeler |

| Arbitro: | Fischer |

|                 |           |           |
| Seeler 50’, 60’ | Marcatori | 25’ Hüser |

| Arbitro: | Ternieden |

|                      |           |                              |
| Ringel 68’ Lauck 81’ | Marcatori | 10’ Herrmann 77’ Witlatschil |

| Arbitro: | Ommerborn |

|                                        |           |                                             |
| Reitgaßl 6’ Späth 18’, 53’ Schmitt 23’ | Marcatori | 30’ Neisner 46’ Dehn 82’ (aut.) Ruppenstein |

| Arbitro: | Jacobi |

|                      |           |                |
| Meurer 24’ Emser 85’ | Marcatori | 69’ Kraskewitz |

| Arbitro: | Tschenscher |

|                                               |           |  |
| Dehn 33’ Dörfel 35’, 86’, 87’ Seeler 50’, 51’ | Marcatori |  |

| Arbitro: | Dusch |

|                          |           |                       |
| Benthaus 55’ Clement 80’ | Marcatori | 12’ Herrmann 56’ Beck |

## Girone 2
|    | Classifica       | G | V | N | P | GF | GS | Pt  |
| -- | ---------------- | - | - | - | - | -- | -- | --- |
| 1. | Colonia          | 6 | 4 | 1 | 1 | 14 | 8  | 9   |
| 2. | Werder Brema     | 6 | 4 | 0 | 2 | 18 | 12 | 8-4 |
| 3. | Tasmania Berlino | 6 | 3 | 0 | 3 | 11 | 11 | 6   |
| 4. | Pirmasens        | 6 | 0 | 1 | 5 | 9  | 21 | 1   |

| Arbitro: | Eckel |

|               |           |                 |
| Wilmovius 31’ | Marcatori | 48’, 57’ Müller |

| Arbitro: | Sturm |

|                |           |                        |
| Kapitulski 87’ | Marcatori | 49’ Fiebach 83’ Kuntze |

| Arbitro: | Ott |

|                        |           |               |
| Schulz 27’ Fiebach 34’ | Marcatori | 63’ Wilmovius |

| Arbitro: | Tschenscher |

|                                  |           |  |
| Rahn 29’ Taş 43’, 46’ Müller 54’ | Marcatori |  |

| Arbitro: | Schulenburg |

|            |           |                     |
| Greuel 90’ | Marcatori | 21’ Rahn 85’ Müller |

| Arbitro: | Treichel |

|                                   |           |                                                                       |
| Seebach 28’, 58’ Hohmann 29’, 74’ | Marcatori | 24’ Schütz 26’ Wilmovius 41’ (rig.), 55’ Schröder 45’ Barth 84’ Hänel |

| Arbitro: | Dusch |

|                             |           |  |
| Taş 43’ Müller 62’ Rahn 77’ | Marcatori |  |

| Arbitro: | Malka |

|                                       |           |             |
| Schröder 17’ Schütz 73’ Wilmovius 81’ | Marcatori | 80’ Schroer |

| Arbitro: | Sturm |

|           |           |          |
| Brunn 84’ | Marcatori | 38’ Rahn |

| Arbitro: | Kreitlein |

|                      |           |                 |
| Schütz 27’ Barth 44’ | Marcatori | 63’ Schlichting |

| Arbitro: | Sparing |

|                      |           |                                                     |
| Müller 52’ Sturm 78’ | Marcatori | 15’ Hänel 17’, 69’ Wilmovius 44’ Nachtwey 72’ Barth |

| Arbitro: | Skuballa |

|                                                                        |           |                      |
| Schlichting 27’ Talaszus 64’ (rig.) Fiebach 83’ Neumann 84’ Schulz 87’ | Marcatori | 6’, 67’ (rig.) Brill |

## Finale scudetto
| Arbitro: | Kandlbinder |

|                                                                                 |            |                                                                                       |
| Seeler 53’, 88’ Dörfel 75’                                                      | Marcatori  | 53’ Breuer 86’ Müller                                                                 |
| Schnoor Werner Piechowiak Meinke Krug Neisner Seeler Stürmer Seeler Dörfel Dehn | Formazioni | Ewert Schnellinger Wilden Stollenwerk Sturm Schäfer Röhrig Breuer Thielen Rahn Müller |
| Mahlmann                                                                        | Allenatori | Pfau                                                                                  |

## Verdetti
- Amburgo campione della Germania Ovest 1959-60.